# Gene Harris
Gene Harris (1. září 1933 Benton Harbor, Michigan – 16. ledna 2000 Boise, Idaho) byl americký jazzový klavírista. V roce 1956 spoluzaložil skupinu The Three Sounds, ze které odešel v roce 1970. Později vydával alba jako leader a spolupracoval s dalšími hudebníky, mezi které patří Milt Jackson, B. B. King, Ray Brown, Marian McPartland nebo Nat Adderley. Zemřel na selhání ledvin ve svých šestašedesáti letech.